# Young Adam
Young Adam è un film del 2003 diretto da David Mackenzie.
Il soggetto è tratto dal romanzo omonimo del 1954 di Alexander Trocchi.
È stato presentato al Festival di Cannes 2003 nella sezione Un Certain Regard.

## Trama
Il corpo di una giovane donna viene rinvenuto dal fiume Clyde, il giovane Joe Taylor assunto su una chiatta comincia ad avere un'attrazione passionale con la moglie del suo datore; mentre viene arrestato il presunto colpevole, Joe ripercorrerà alcune tappe del suo passato.

## Produzione
Il film è stato girato in Scozia nelle zone del Forth and Clyde Canal e Union Canals, a Clydebank, Dumbarton e Renton in West Dunbartonshire, a Grangemouth in Falkirk e nel Perth and Kinross.

## Colonna sonora
La colonna sonora è rappresentata dall'album Lead Us Not into Temptation di David Byrne.